# Jori Huhtala
Jori Huhtala (* 1984 in Jyväskylä) ist ein finnischer Kontrabassist und Komponist des Modern Jazz.
Huhtala, der sich bereits früh für Jazz interessierte, erhielt ersten Unterricht auf dem örtlichen Konservatorium. Nachdem er 2010 und 2011 an der Königlichen Musikhochschule Stockholm in Stockholm studierte, absolvierte er 2014 seinen Master an der Sibelius-Akademie.
Er spielte zunächst in der Gruppe Kvalda, mit der er seit 2004 drei Alben vorlegte. Zu seinem eigenen Quintett gehören die Saxophonisten Joakim Berghäll und Mikko Innanen sowie Aki Rissanen und Ville Pynssi. Ferner hat er 2011 und 2013 mit der Band Big Blue, zu der neben ihm Kalevi Louhivuori, Antti Kujanpää und Joonas Leppanen gehören, zwei Alben beim italienischen CAM-Jazz-Label veröffentlicht. Zudem begleitete er in der Gruppe Ecstasy Raoul Björkenheim auf Europatournee.

## Diskographische Hinweise
- Big Blue Strange Wonder (CAM Jazz, 2013)
- Aki Rissanen / Jussi Lehtonen Quartet with Dave Liebman (Ozella Music, Saksa 2014)
- Jori Huhtala 5 (Fredriksson Music 2015)